# Grasmark
Grasmark ist der Name eines untergegangenen Ortes im früheren Ostpreußen. Seine Ortsstelle gehört heute zum Munizipalkreis Rajon Prawdinsk (Stadtkreis Friedland) in der russischen Oblast Kaliningrad (Gebiet Königsberg (Preußen)).

## Geographische Lage
Die Ortsstelle Grasmarks liegt am Westufer der Lawa (deutsch Alle) in der südlichen Mitte der Oblast Kaliningrad, sieben Kilometer südlich der einstigen Kreis- und heutigen Rajonshauptstadt Friedland (russisch Prawdinsk) bzw. 19 Kilometer nordöstlich der zwischenzeitlichen und heute auf polnischem Hoheitsgebiet gelegenen Kreismetropole Bartenstein (polnisch Bartoszyce).

## Geschichte
Das Gründungsjahr des kleinen Gutsortes Gräsmark – um 1785 Graasmarkt, nach 1785 Frasmark genannt – ist nicht bekannt. Im Jahre 1874 wurde der Gutsbezirk Grasmark in den neu errichteten Amtsbezirk Mertensdorf (russisch Tjomkino) im ostpreußischen Kreis Friedland (1927 bis 1945 „Kreis Bartenstein“) aufgenommen.
Im Jahre 1910 zählte Grasmark 25 Einwohner.
Am 30. September 1928 gab der Gutsbezirk Grasmark seine Eigenständigkeit auf und schloss sich mit der Landgemeinde Ditthausen (russisch Krasny Bor) und dem Gutsbezirk Mertensdorf (Tjomkino) zur neuen Landgemeinde Mertensdorf zusammen.
Im Jahre 1945 wurde in Kriegsfolge das gesamte nördliche Ostpreußen an die Sowjetunion abgetreten. Von Grasmark allerdings fehlt nach 1945 jegliche Spur. Es ist nicht bekannt, ob der Ort – wenigstens kurzfristig – wieder besiedelt wurde, auch eine deutsche Ortsbezeichnung liegt nicht vor. So verliert sich die Spur des kleinen Orts, der jetzt als untergegangen gilt. Seine Ortsstelle liegt im Bereich des Munizipalkreises Rajon Prawdinsk (Stadtkreis Friedland) in der russischen Oblast Kaliningrad (Gebiet Königsberg (Preußen)).

## Religion
Bis 1945 war Grasmark in das Kirchspiel Deutsch Wilten der vereinigten evangelischen Kirchengemeinden Deutsch Wilten-Georgenau-Klingenberg in der Kirchenprovinz Ostpreußen der Kirche der Altpreußischen Union, außerdem in die römisch-katholische Kirche in Friedland (vor 1931 Kirche Tapiau) im damaligen Bistum Ermland eingepfarrt.

## Verkehr
Die Ortsstelle Grasmarks liegt an einer Nebenstraße, die von Prawdinsk (Friedland) über Tjomkino (Mertensdorf) und Rjabinino (Korwlack) bis zur russisch-polnischen Staatsgrenze verläuft und bis 1945 bis in das heute polnische Klingenberg (polnisch Ostre Bardo) führte.